# Cloche d'Or
Cloche d'Or è una località all'interno del quartiere di Gasperich della città di Lussemburgo, capitale del Granducato omonimo.

## Storia
La località, storicamente rurale, conosce un grande sviluppo a partire dagli anni 2010 tramite la costruzione di nuovi appartamenti, uffici, aree commerciali e del nuovo Stadio di Lussemburgo. Nel quartiere si sono insediati, tra gli altri, gli uffici di grandi multinazionali come Deloitte, Intesa Sanpaolo e PwC.

## Infrastrutture e trasporti
La località è servita dalle stazioni di Lycée Vauban, Wassertuerm e Stadion della nuova tranvia di Lussemburgo.